# Aojiru

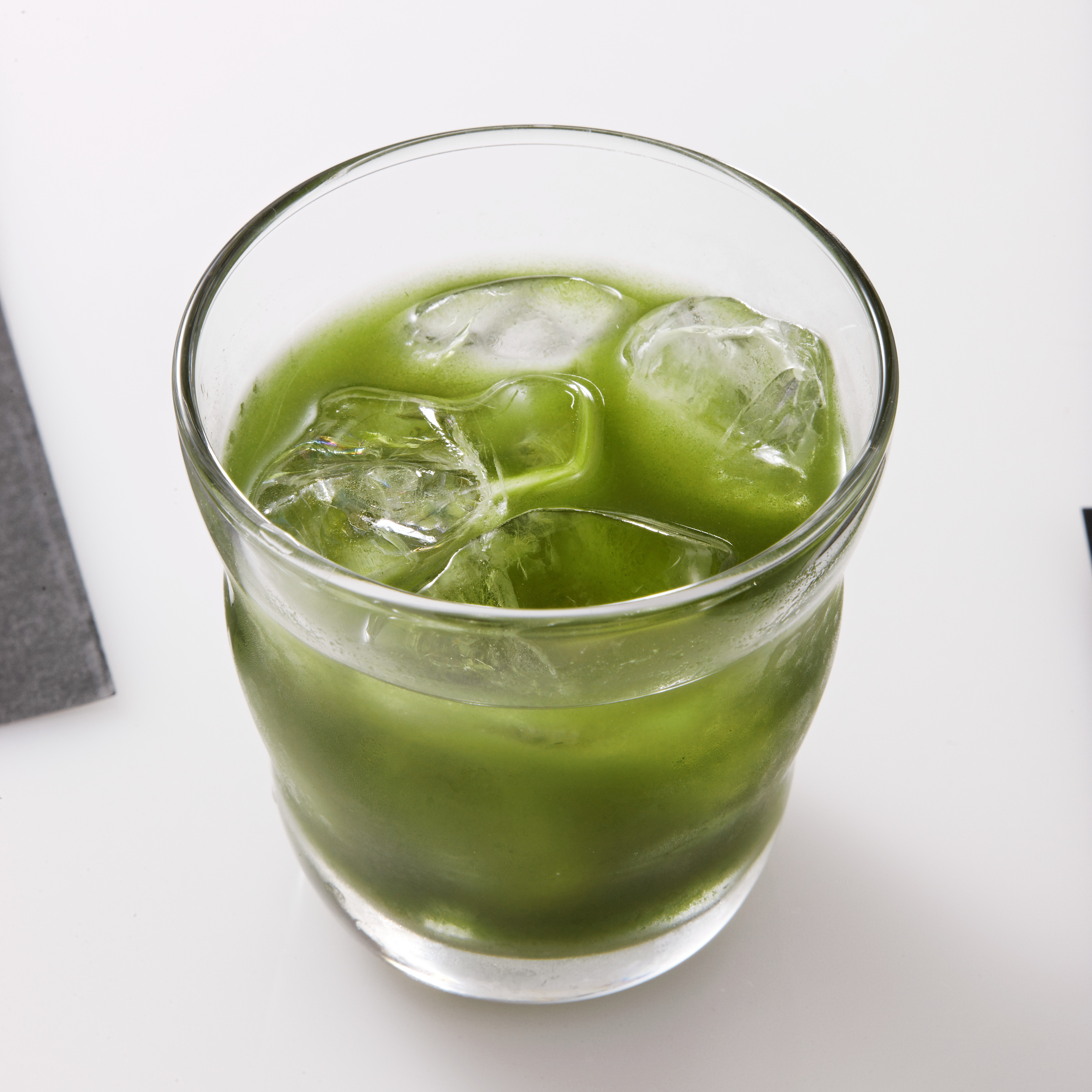
Un verre d'aojiru.

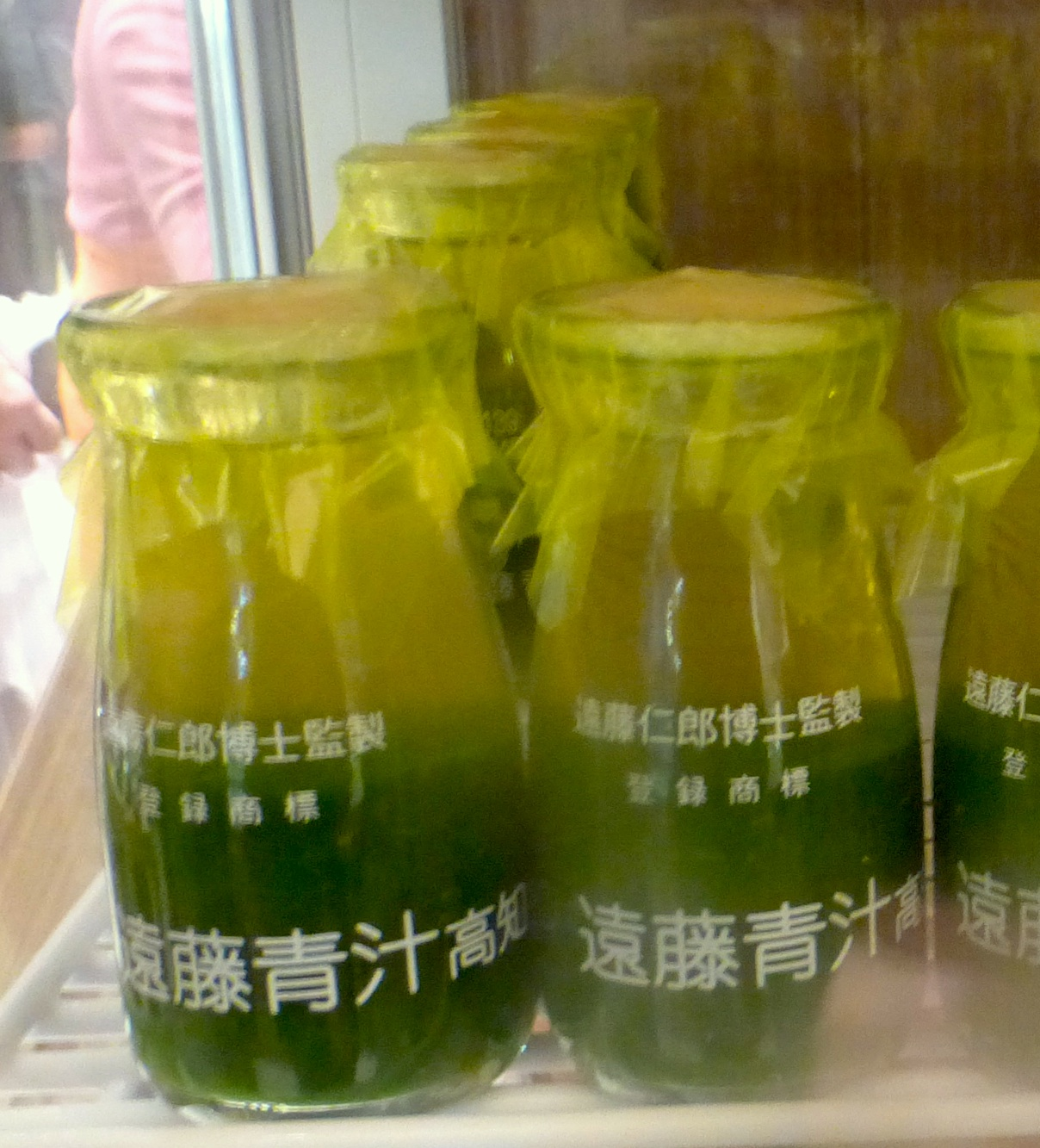
Bouteilles d'aojiru en vente en supermarché.

L'aojiru (青汁, Aojiru, litt.« soupe bleue ») est un jus de légumes japonais à base de chou frisé et de jeunes pousses d'orge.
Son goût a la réputation d'être très désagréable, à tel point qu'en boire un verre est une puniton habituelle dans les jeux télévisés japonais. Cependant, de nouvelles formules d'aojiru tentent de minimiser l'amertume de l'original.
Bien que le caractère 青 (ao) signifie « bleu » en japonais moderne, il était utilisé historiquement pour désigner également la couleur verte.

## Histoire
L'aojiru est créé en octobre 1943 par le docteur Nirō Endō, un médecin de l'armée qui expérimente les jus extraits de divers légumes afin de compléter le maigre régime alimentaire de sa famille pendant la guerre. Ces différentes boissons auraient guéri son fils de la pneumonie et sa femme de la néphrite. En 1949, il conclut que le chou frisé est le meilleur ingrédient pour son jus.
L'aojiru est popularisé en 1983 par l'entreprise Q'SAI (キューサイ), qui commence à commercialiser de l'aojiru à 100% de chou frisé sous forme de poudre en tant que complément alimentaire, et les ventes explosent après l'an 2000 lorsque le géant des cosmétiques FANCL (en) commence à proposer de l'aojiru en grande quantité dans ses rayons. Aujourd'hui, de nombreuses entreprises japonaises fabriquent de l'aojiru, généralement à base de chou frisé, de jeunes pousses d'orge ou de komatsuna, et la taille du marché de l'aojiru dépasse largement les 500 millions $US en 2005.
L'aojiru est riche en certaines vitamines et minéraux, et des précautions doivent donc être prises lors de certains traitements ou en combinaison avec des médicaments. Les niveaux élevés de potassium, de phosphore et de vitamine A aggraveraient la santé des patients sous dialyse, tandis que les niveaux élevés de vitamine K pourraient diminuer l'efficacité des médicaments pris pour des problèmes circulatoires.